# Britain's Next Top Model
Britain's Next Top Model (gọi tắt BNTM) là phiên bản tại Anh của loạt chương trình truyền hình thực tế đào tạo người mẫu America's Next Top Model. Giống như phiên bản gốc tại Mỹ, đây là cuộc tranh tài của các thí sinh nữ để giành ngôi vị Britain's Next Top Model và cơ hội tiến sâu vào ngành người mẫu. Người dẫn chương trình mùa thi đầu tiên là người mẫu Lisa Butcher, tiếp đến là siêu mẫu Lisa Snowdon, siêu mẫu Elle Macpherson và người mẫu Abbey Clancy.
Ngày 18 tháng 4 năm 2008, một chương trình ăn theo mang tên Comic Relief Does Britain's Next Top Model được sản xuất và phát trên kênh BBC1. Chương trình là cuộc cạnh tranh của 12 phụ nữ nổi tiếng trong làng giải trí, qua mỗi tuần lần lượt các thí sinh phải chia tay cuộc chơi thông qua hệ thống phiếu bầu. Chương trình này được sản xuất để phát thay cho chương trình Comic Relief does Fame Academy.

## Định dạng
Mỗi mùa thi, chương trình Britain's Next Top Model có khoảng 10-14 tập phim với 12-14 thí sinh. Qua các tập, lần lượt các thí sinh bị loại; có rất ít trường hợp một tập phim không có thí sinh nào bị loại hoặc có hai thí sinh bị loại, tất cả tuỳ thuộc vào sự nhất trí của hội đồng giám khảo. Phần thay đổi diện mạo của các thí sinh thường được tiến hành ở những tập đầu của mùa thi. Khi cuộc thi đã loại bớt thí sinh, chỉ còn khoảng 4-6 người thì họ sẽ bay ra nước ngoài để ghi hình (Cũng có khi các thí sinh sẽ được bay ra nước ngoài chỉ để ra thử thách và buổi chụp ảnh)
Thời gian trung bình của mỗi tập phim gần như là cố định (thời gian ghi hình ở nước ngoài nhanh hơn ở trong nước), gồm các thử thách, phần chụp ảnh hoặc quay quảng cáo, thử thách và chất vấn từ hội đồng giám khảo do Lisa Snowdon chỉ huy, và tập phim kết thúc ở phần loại thí sinh. Đối với mùa thi thứ 4, thành phần hội đồng giám khảo gồm: nhiếp ảnh gia thời trang, đồng thời là cựu siêu mẫu Huggy Ragnarsson; và chuyên gia thời gian gốc Hindi, Gerry DeVaux. Giám khảo các mùa thi trước: người mẫu Lisa Butcher (cũng là giám khảo trụ cột mùa đầu); các siêu mẫu Marie Helvin (Mùa 1), Paula Hamilton (Mùa 2-3) và chuyên gia Jonathan Phang. Hội đồng giám khảo cũng không thể không kể đến các vị khách mời.
Một tập phim bắt đầu với phần huấn luyện người mẫu, làm việc chung với các chuyên gia có tiếng trong nghề; tham gia thử thách và giành giải thưởng chiến thắng thử thách. Kế đến là chụp ảnh với nhiếp ảnh gia, thái độ hợp tác của thí sinh với đội ngũ nhân viên cũng được ghi nhận rất đáng kể, làm nền cho đánh giá xét loại thí sinh. Nội dung chụp ảnh có thể là: chụp ảnh khỏa thân hay bán khoả thân, chụp với đồ lót hoặc bikini, ảnh chân dung, hoặc với các con vật, cây cỏ... Ở phần cuối chương trình, các thí sinh phải đối diện với hội đồng giám khảo để tiếp nhận những lời bình phẩm cũng như chỉ trích, và nhận tấm ảnh đại diện người tiếp tục cuộc hành trình trở thành siêu mẫu. Thí sinh không có tấm ảnh sẽ phải chia tay cuộc chơi, thu dọn hành lý và về nhà.

## Các mùa
| Mùa | Phát sóng            | Quán quân      | Á quân                        | Các thí sinh theo thứ tự bị loại | Tổng số thí sinh | Điểm đến quốc tế                      |
| --- | -------------------- | -------------- | ----------------------------- | --- | ---------------- | ------------------------------------- |
| 1   | 14 tháng 9 năm 2005  | Lucy Ratcliffe | Edwina Joseph                 | Marina Fallahi, Claire Hillier, Shauna Breen, Anne Kent (dừng cuộc thi), Hayley Wilkins, Marisa Heath, Stephanie Jones, Naomi Teal, Tashi Brown, Jenilee Harris                                                    | 12               | Paris Milan                           |
| 2   | 24 tháng 7 năm 2006  | Lianna Fowler  | Abigail Clancy                | Yvette Stubbs, Nina Malone, Asha Hibbert, Lucy Flower, Sophia Price, Samantha Gerrard, Georgina Edewor-Thorley & Tamar Higgs, Sarah Butler, Amber Niemann, Jasmia Robinson                                         | 13               | Marrakech                             |
| 3   | 2 tháng 7 năm 2007   | Lauren McAvoy  | Louise Watts                  | Dani Lawrence, Krystal Hancock, Abigail Galatia, Natalie Nwagbo, Holly Alexander, Carly Thompson, Sherece Campbell, Lucy Bennett, Stefanie Webber, Rebecca White                                                   | 12               | Rio de Janeiro                        |
| 4   | 21 tháng 4 năm 2008  | Alex Evans     | Catherine Thomas              | Sophie Roberts, Musayeroh Barrie, Louise Heywood, Lauren Donaldson-Stanley, Lynzi Arnott, Lisa Fowler, Leanne Nagle & Martha Braddell, Aaron Hunt, Charlotte Denton, Rachael Cairns, Stefanie Wilson               | 14               | Cape Town                             |
| 5   | 20 tháng 4 năm 2009  | Mecia Simson   | Sophie Sumner                 | Lisa-Ann Hillman, Lauren Wee, Chloe Cummings & Kasey Wynter, Madeleine Wheatley, Hayley Buchanan, Annaliese Dayes, Daisy Payne, Viola Szekely, Ashley Brown, Jade McSorley                                         | 13               | Reykjavík Buenos Aires Jujuy          |
| 6   | 5 tháng 7 năm 2010   | Tiffany Pisani | Alisha White                  | Hannah Goodeve (dừng cuộc thi), Rachelle Harry, Susan Loughnane, Harleen Nottay, Delita Cole, Amba Hudson-Skye, Nicola Wright, Kirsty Parsons, Olivia Oldham-Stevens, Amelia Thomas, Charlotte Holmes, Joy McLaren | 14               | Alicante Hardanger Kuala Lumpur Perak |
| 7   | 4 tháng 7 năm 2011   | Jade Thompson  | Juste Juozapaityte            | Joanne Northey & Kimberleigh Spreadbury, Ufuoma Itoje, Hannah Devane, Amy Woodman & Holly Higgins, Stacey Haskins & Tanya Mihailovic, Jessica Abidde, Anastasija Bogatirjova & Imogen Leaver                       | 13               | Dublin Miami                          |
| 8   | 9 tháng 7 năm 2012   | Letitia Herod  | Emma Grattidge                | Milly Raven (bỏ cuộc), Emma Sharratt, Penelope Williamson, Tasmin Golding, Anne Winterburn, Kellie Forde, Jennifer Joint, Madeleine Taga, Roxanne O'Connor, Rissikat Oyebade, Lisa Madden, Anita Kaushik           | 14               | Dubai Paris Toronto                   |
| 9   | 20 tháng 6 năm 2013  | Lauren Lambert | Emma Ward Sarah Kennedy       | Christina Chalk, Danielle Sandhu, Jess Patterson, Abigail Johns, Laura Young, Emily Garner, Saffron Williams, Holly Carpenter, Angel Mbonu, Naomi Pelkiewicz, Sophie Ellson                                        | 14               | Bridgetown                            |
| 10  | 14 tháng 1 năm 2016  | Chloe Keenan   | Angel Cole Jessica Workman    | Jasmine Hodge, Amreen Akhtar (dừng cuộc thi), Alex Needham, Jenna McMahon, Georgia Butler & Megan Brunell, Billie Downes, Lexi Kelly, Bethan Sowerby                                                               | 12               | Zagreb Ocho Rios                      |
| 11  | 16 tháng 3 năm 2017  | Olivia Wardell | Jennifer Malengele            | Anastasia Ellis, Abby Heaton, Victoria Clay, Eleanor Sippings (dừng cuộc thi), Talulah-Eve Brown, Bianca Thomas, Chloe Lockley-Middleton, Simone Murphy, Tallulah Bluebell, Alannah Beirne                         | 12               | Santa Maria                           |
| 12  | 19 tháng 10 năm 2017 | Ivy Watson     | Eleanor Sippings Kira MacLean | Georgia Mason-Mottram, Alisia Grant, Tamsin Hough, Efi Muntoni-Clements (bỏ cuộc), Shaunagh Slattery, Louisa Northcote, Martha Miller (bỏ cuộc), Cirrah Leah Webb, Sophia Chawki                                   | 12               | Băng Cốc Ayutthaya                    |